# 特拉彭湖
49°8′20.34″N 9°15′13.2″E / 49.1389833°N 9.253667°E

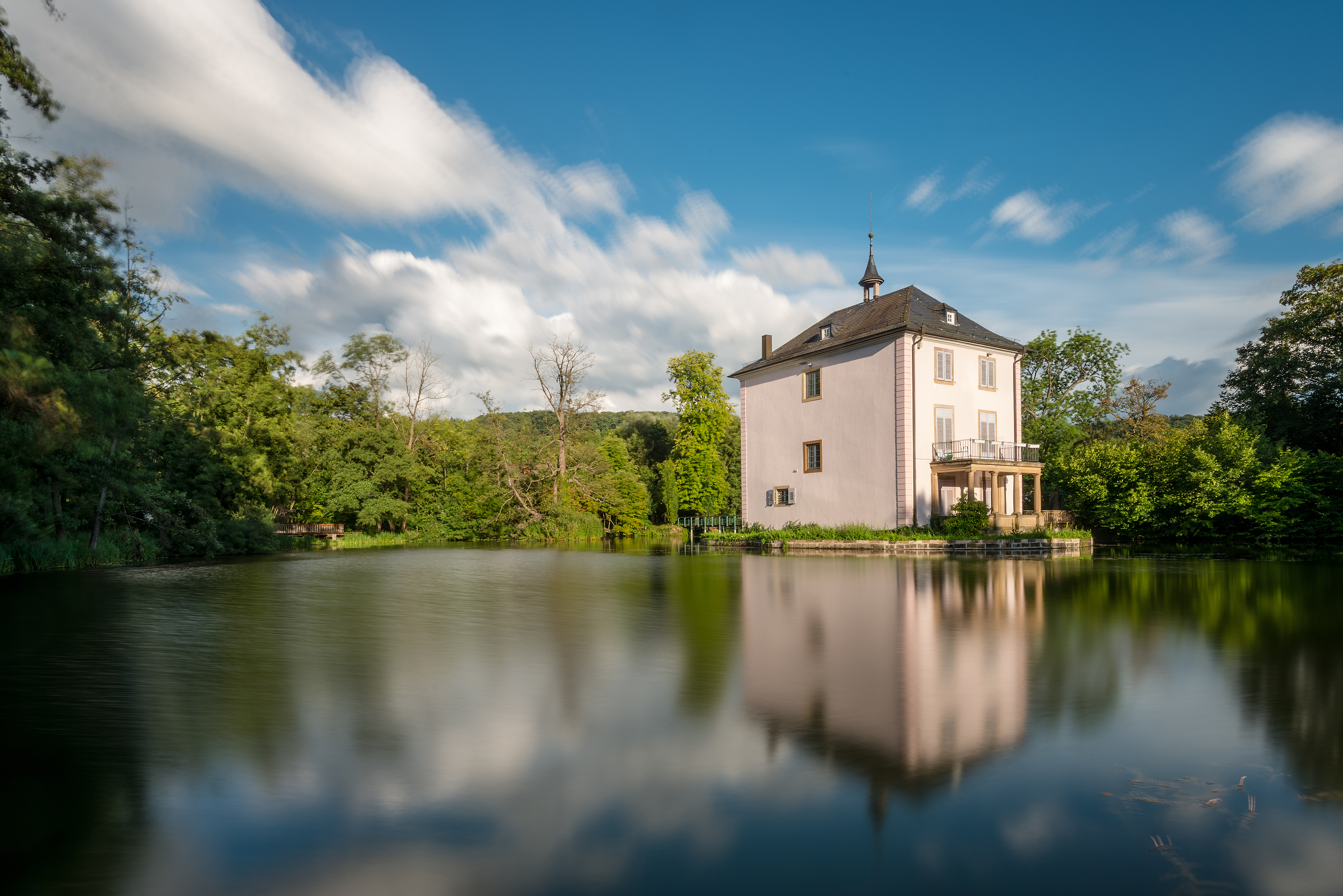

特拉彭湖（德語：Trappensee），是德國的湖泊，位於該國西南部，由巴登-符騰堡州負責管轄，處於海爾布隆東側，長0.1公里、寬0.1公里，面積0.01平方公里，海拔高度183米，湖岸線長度0.5公里。